# Mokotów

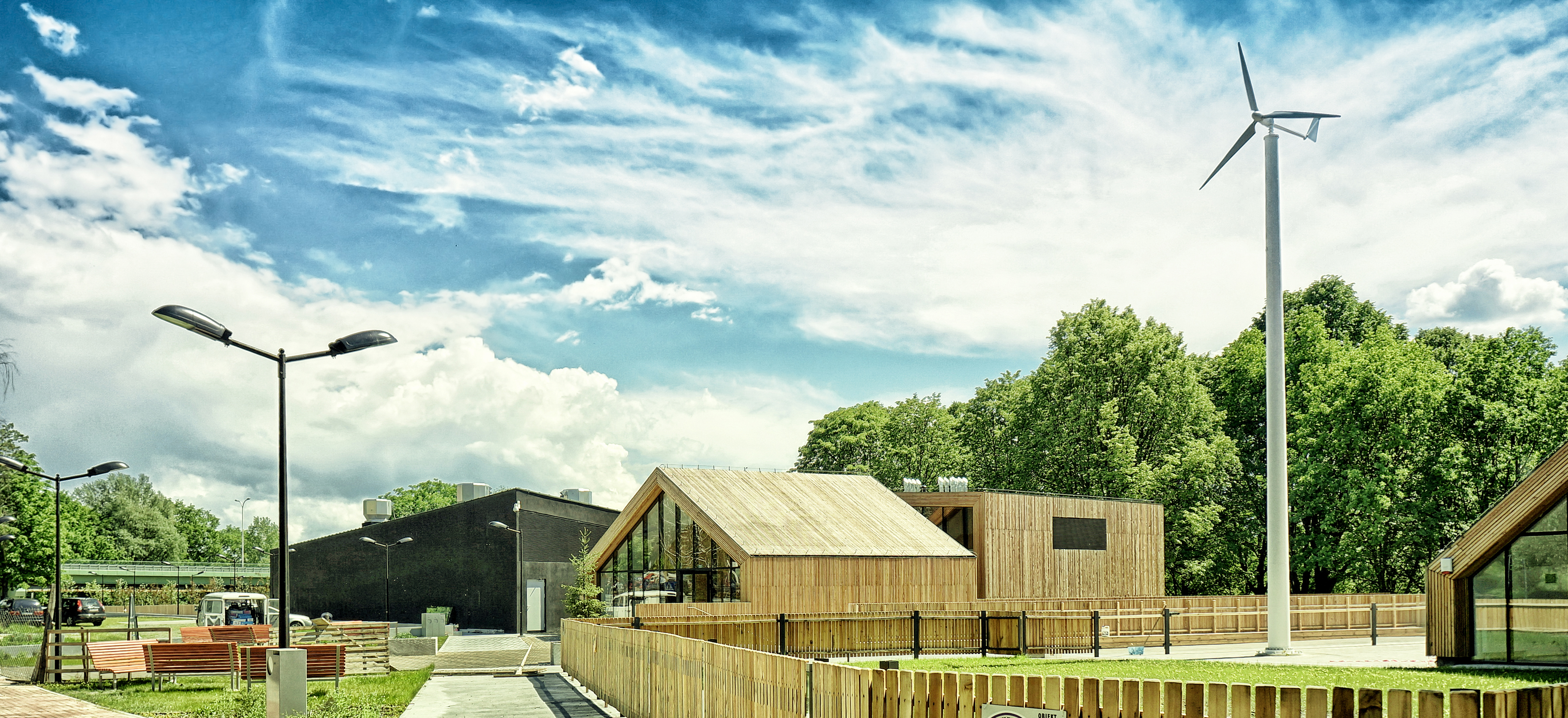
Służewski Dom Kultury

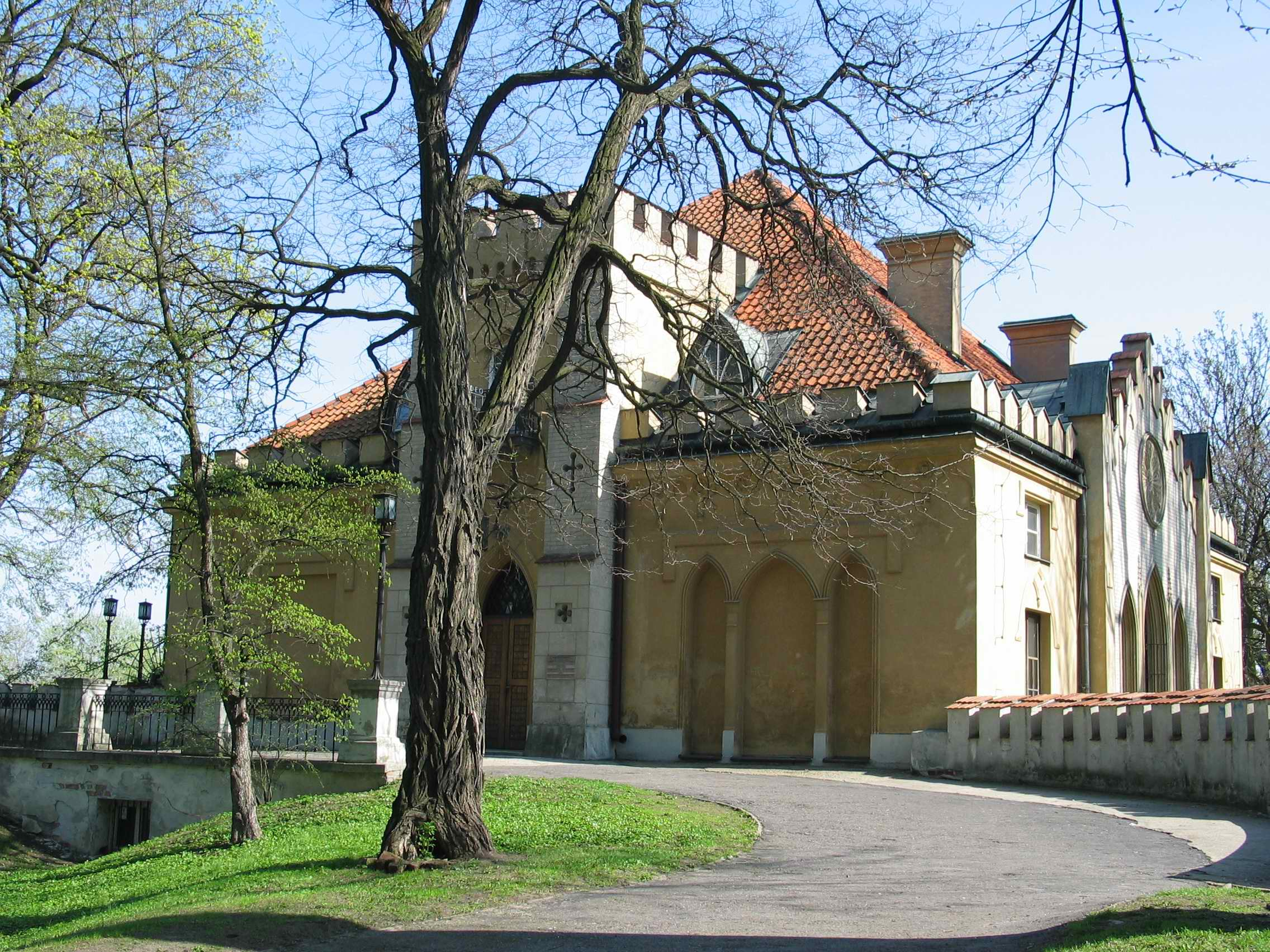
Pałac Szustra

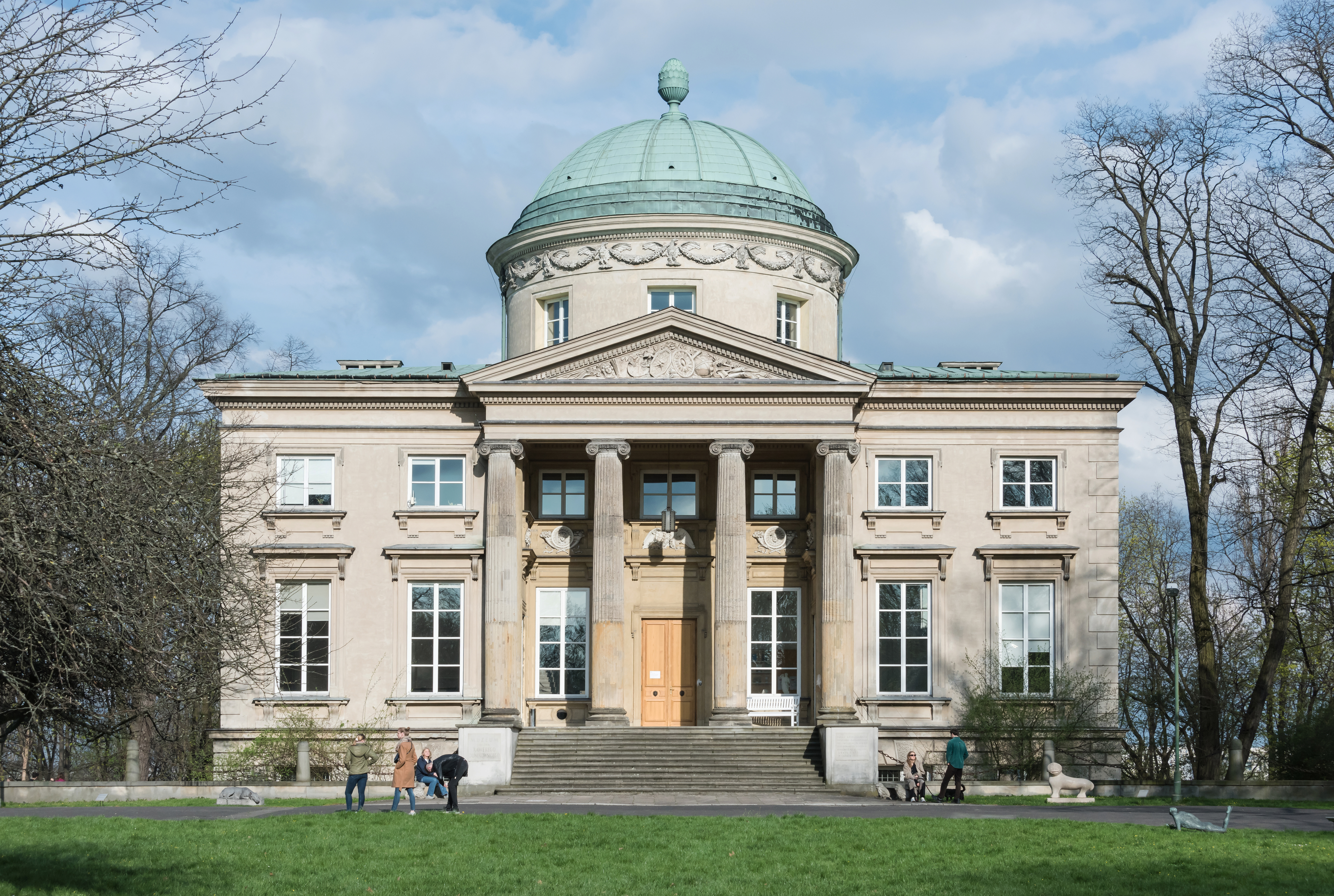
Pałac Królikarnia

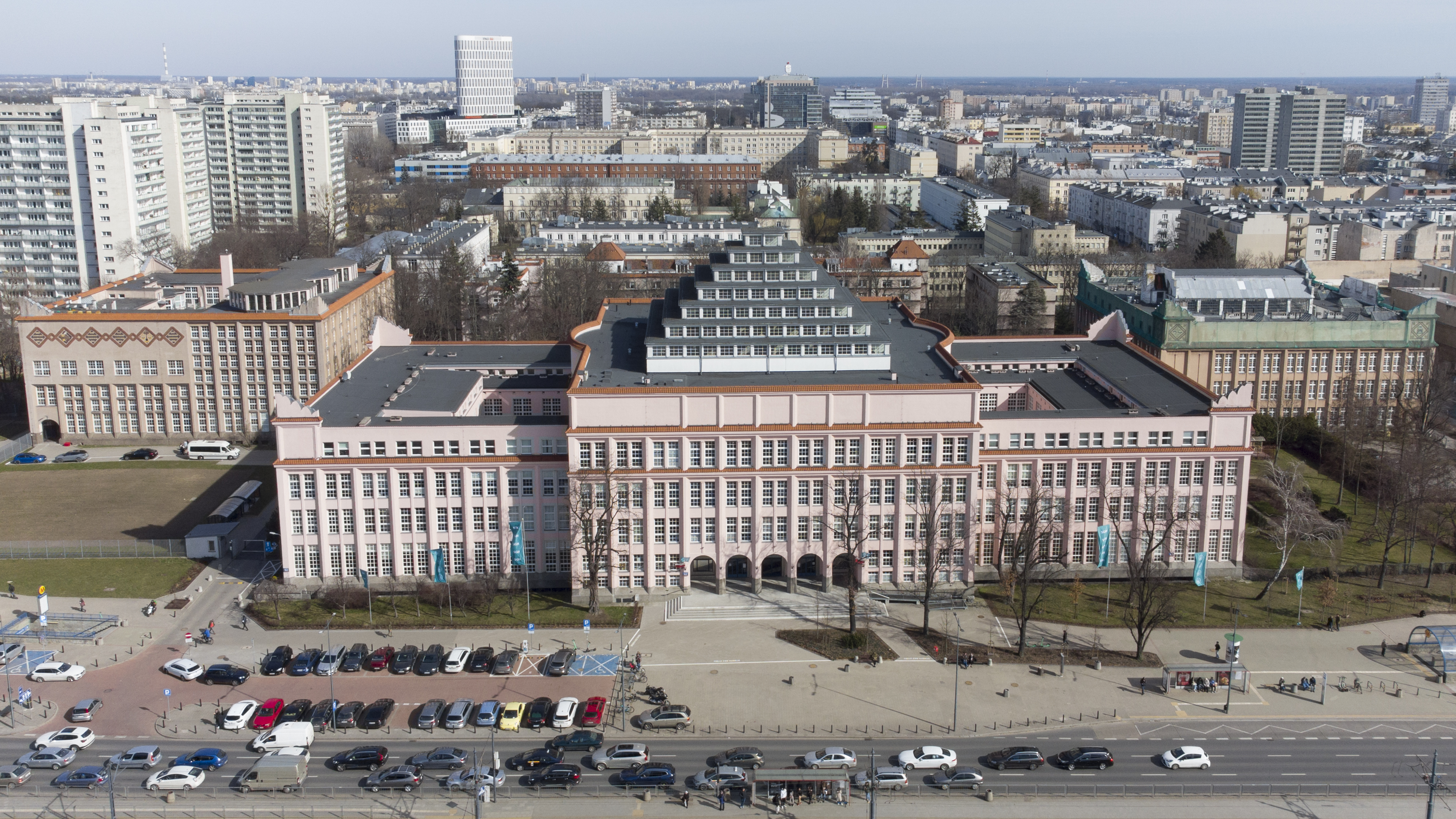
Kompleks budynków Szkoły Głównej Handlowej

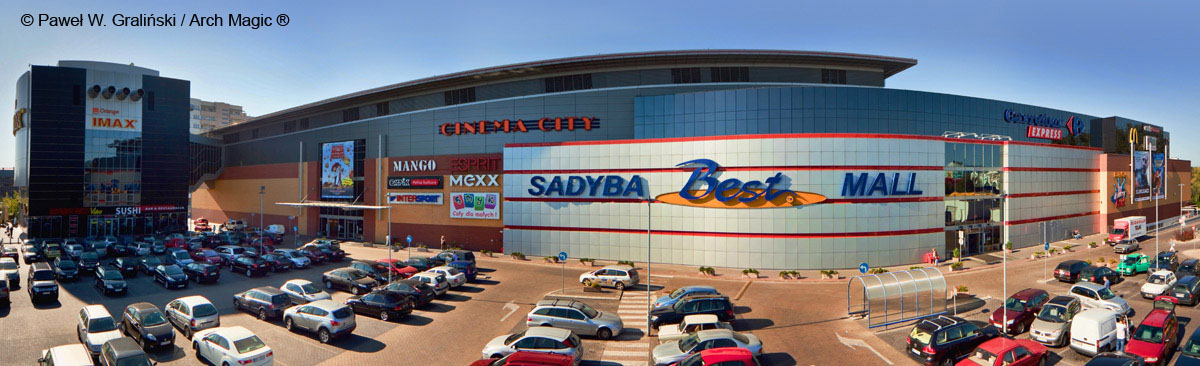
Centrum handlowe Sadyba Best Mall

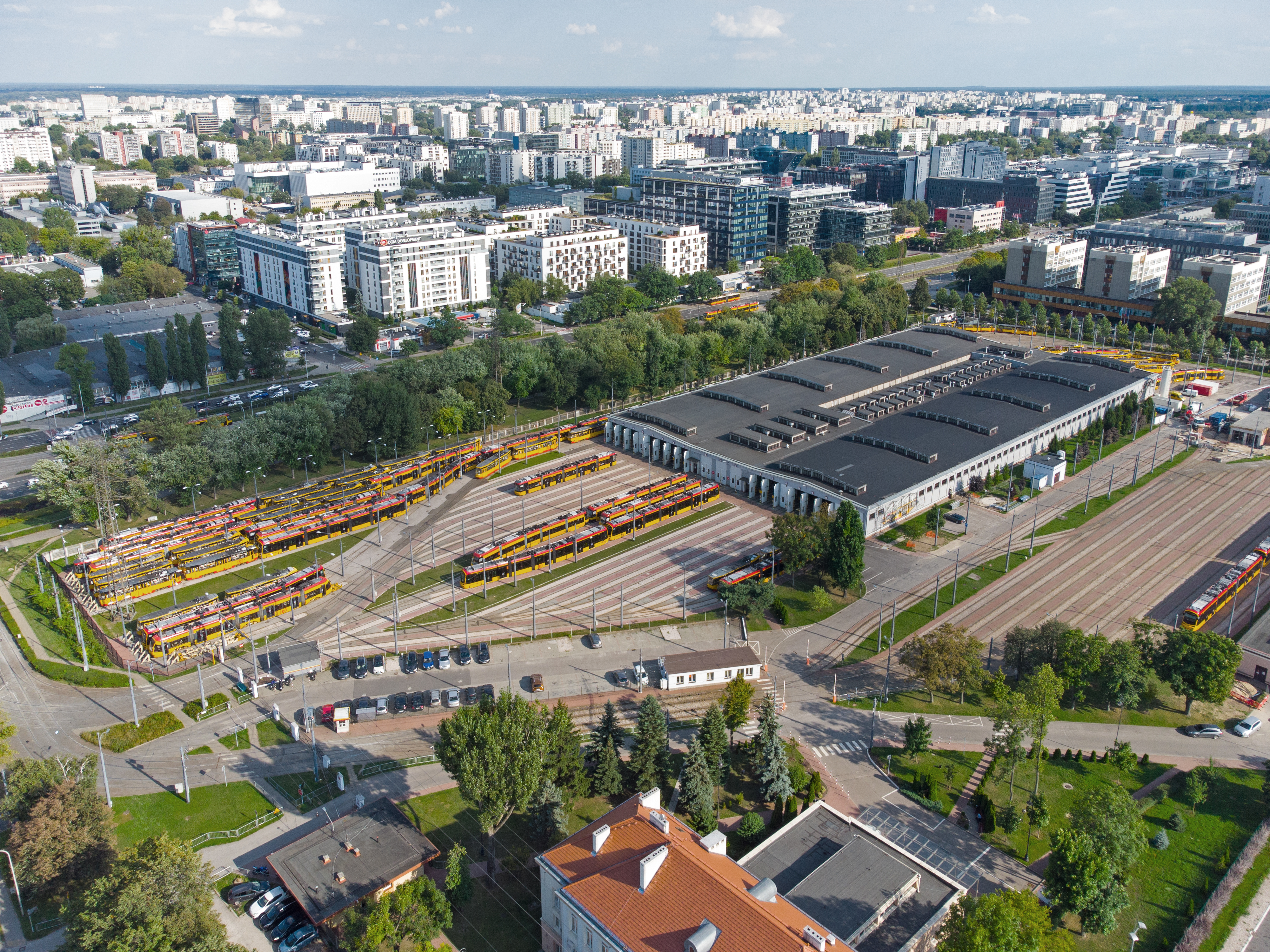
Zajezdnia tramwajowa „Mokotów“

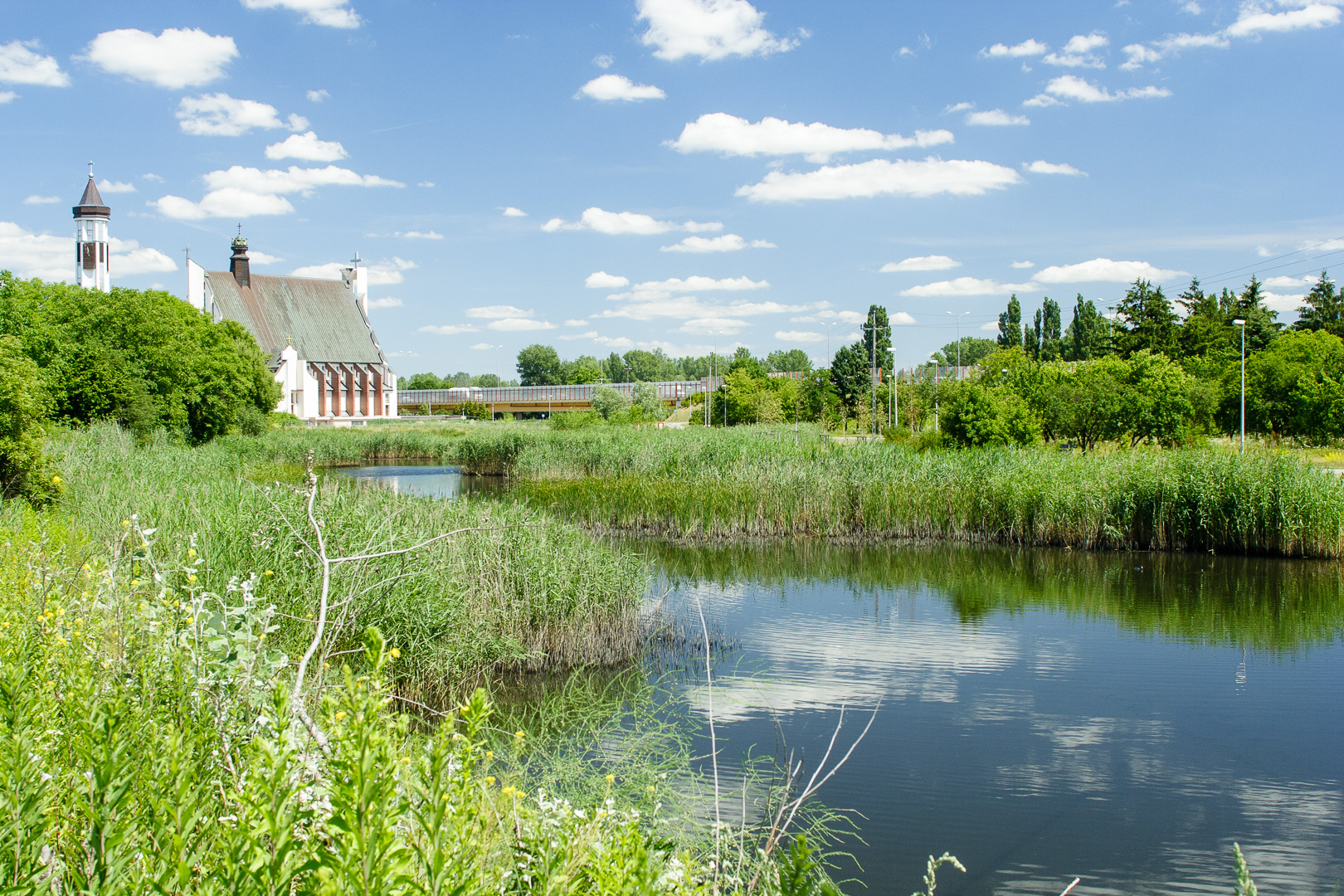
Łacha Siekierkowska, po lewej widoczne Sanktuarium Matki Bożej Nauczycielki Młodzieży

Mokotów – dawna wieś, obecnie dzielnica Warszawy. Jedna z 18 jednostek pomocniczych m.st. Warszawy, największa pod względem liczby ludności.

## Nazwa
Pierwotna nazwa „Mokotowo” pochodzi od imienia właściciela wsi, prawdopodobnie o imieniu Mokot.

## Położenie
Mokotów sąsiaduje z następującymi dzielnicami Warszawy:
- od północy: Ochota, Śródmieście, Praga-Południe
- od południa: Ursynów, Wilanów
- od wschodu: Wawer
- od zachodu: Włochy

## Historia
Wieś Mokotowo po raz pierwszy pojawiła się w dokumentach w 1367.
8 kwietnia 1916 generał-gubernator Hans Hartwig von Beseler wydał rozporządzenie włączające w całości (od 1 kwietnia 1916) gminę Mokotów do Warszawy.
Mokotów był jedną z najmniej zniszczonych w czasie II wojny światowej dzielnic Warszawy.

## Opis
Jest to dzielnica mieszkalna z dużą ilością zieleni i parków miejskich, z których najbardziej znane to Pole Mokotowskie (położone w większości na Ochocie i w Śródmieściu), park Arkadia, park Morskie Oko, park Dreszera, park Królikarnia i park Sielecki.
Znajduje się tam także szereg zbiorników wodnych, zwłaszcza w dolinie Wisły. Jeziorko Czerniakowskie jest największym naturalnym zbiornikiem wodnym w Warszawie. Wraz z najbliższym otoczeniem jest ono także rezerwatem przyrody.
Zabudowa Mokotowa jest różnorodna. Niektóre części tego rozległego terenu zajmują wille (mieści się w nich wiele ambasad), podczas gdy w innych znajdują się osiedla bloków z wielkiej płyty. Pozostałością po przemyśle w tej dzielnicy jest usytuowany na południowym zachodzie Służewiec Przemysłowy, gdzie obecnie znajduje się największe w Warszawie skupisko budynków biurowych. Do 2016 r. wzniesiono tam 75 biurowców. Część dzielnicy znajdująca się na wschodzie, niedaleko Wisły (okolica Siekierek i Augustówki), jest z kolei w większości niezagospodarowana.
W przeciwieństwie do innych dzielnic Mokotów nie ma gmachu ratusza. Poszczególne wydziały urzędu działają w trzech budynkach – przy ul. Rakowieckiej, ul. Wiktorskiej i ul. Wiśniowej, a także w kilku innych punktach, m.in. przy ul. Irysowej (Zakład Gospodarowania Nieruchomościami) i przy ul. Falęckiej (Ośrodek Pomocy Społecznej). Grunt pod budowę ratusza znajduje się między ul. Merliniego i Puławską, ale jego budowa nie została zrealizowana od lat 90. XX wieku.

## Podział Mokotowa

### Podział MSI
Według Miejskiego Systemu Informacji dzielnica Mokotów dzieli się na obszary:
- Stary Mokotów
- Sielce
- Czerniaków
- Siekierki
- Augustówka
- Sadyba
- Stegny
- Wierzbno
- Ksawerów
- Służew
- Służewiec
- Wyględów

## Rada Dzielnicy
| Ugrupowania                  | Kadencja 2002-2006 | Kadencja 2006-2010 | Kadencja 2010-2014 | Kadencja 2014-2018   | Kadencja 2018-2024        | Kadencja 2024-2028        |
| ---------------------------- | ------------------ | ------------------ | ------------------ | -------------------- | ------------------------- | ------------------------- |
| Sojusz Lewicy Demokratycznej | 12 (SLD-UP)        | 6 (LiD)            | 6                  | 3 (SLD Lewica Razem) | –                         | –                         |
| Platforma Obywatelska        | 5                  | 12                 | 15                 | 15                   | 19 (Koalicja Obywatelska) | 15 (Koalicja Obywatelska) |
| Prawo i Sprawiedliwość       | 11                 | 10                 | 7                  | 10                   | 8                         | 5                         |
| Miasto Jest Nasze            | –                  | –                  | –                  | –                    | 1                         | 5                         |

## Transport
Przez Mokotów przebiega linia M1 metra (stacje: Służew, Wilanowska, Wierzbno, Racławicka, Pole Mokotowskie), dwie linie tramwajowe (wzdłuż ul. Puławskiej i ul. Wołoskiej) oraz tory linii radomskiej. Przy ul. Woronicza znajduje się zajezdnia tramwajowa „Mokotów”. Z prawobrzeżną Warszawą dzielnicę łączy oddany do użytku w 2002 roku most Siekierkowski. Teren dawnego Dworca Południowego jest obecnie węzłem komunikacji autobusowej obsługującej połączenia lokalne, z innymi dzielnicami miasta oraz z Piasecznem i Górą Kalwarią.
W latach 1981–1995 na trasie między Mokotowem a Piasecznem kursowały trolejbusy, zastąpione potem przez linie autobusowe podmiejskie (obecnie strefowe). Na Mokotowie znajdował się także dworzec PKS (obecnie zlikwidowany). Początek miała tu również kolejka grójecka.

## Ważniejsze obiekty
- Pole Mokotowskie
- Jeziorko Czerniakowskie
- Forty Twierdzy Warszawa: Fort M („Mokotów”), Fort Tsche („Piłsudskiego”) (pierścień wewnętrzny twierdzy), Fort VIIA („Służewiec”), Fort IX („Czerniaków”) – Muzeum Polskiej Techniki Wojskowej, Fort X („Augustówka”) (pierścień zewnętrzny twierdzy)
- Rogatki Mokotowskie
- Szkoła Główna Handlowa
- Polskie Radio
- Telewizja Polska
- Teatr Nowy
- Wytwórnia Filmów Dokumentalnych i Fabularnych
- Iluzjon Filmoteki Narodowej
- Galeria Mokotów
- Sadyba Best Mall
- Szpital Czerniakowski
- Państwowy Instytut Medyczny Ministerstwa Spraw Wewnętrznych i Administracji
- Folwark Sielce
- Komenda Główna Policji
- Uczelnia Łazarskiego
- Elektrociepłownia Siekierki
- Tor łyżwiarski Stegny
- Park Morskie Oko
- Pałac Szustra
- Sanktuarium św. Andrzeja Boboli
- Instytut Profilaktyki Społecznej i Resocjalizacji Uniwersytetu Warszawskiego
- Wydział Inżynierii Produkcji Politechniki Warszawskiej
- Wydział Samochodów i Maszyn Roboczych Politechniki Warszawskiej
- Wydział Mechatroniki Politechniki Warszawskiej
- Wydział Zarządzania Politechniki Warszawskiej